# Indo-Europeesch Verbond

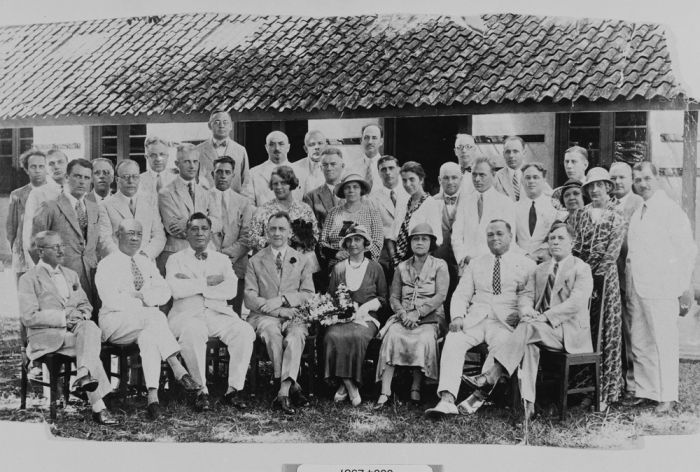
Portret van Dick de Hoog met docenten die werkzaam zijn op door het IEV opgerichte scholen.

Het Indo-Europeesch Verbond (IEV) of de Indo-Europese Alliantie was een sociale beweging en politieke organisatie opgericht in 1919 door de Indo-Europese gemeenschap van Nederlands-Indië. Deze organisatie streed voor gelijkheid van rassen en politieke zeggenschap in het laat-koloniale Indonesië van de vroege 20e eeuw.
Het was een van de eerste en grootste Europese organisaties in Nederlands-Indië die verlangde naar een onafhankelijke natie zij het in relatie met het Nederlandse gezag. Ze ondersteunde de Petitie-Soetardjo van 1936, die vroeg om een onafhankelijke status voor Nederlands-Indië binnen de Nederlandse statenbond.
Haar streven was om na het verkrijgen van onafhankelijkheid van Nederland een belangrijke positie te behouden voor het Indo-Europese segment binnen de Indonesische samenleving.
Oprichter van deze organisatie was Karel Zaalberg, hoofdredacteur van een van de grootste kranten van het land (Bataviaasch Nieuwsblad) en goede vriend van de beroemde tijdgenoten als Paul Adriaan Daum, E. du Perron en Ernest Douwes Dekker.
De belangrijkste voorzitter en president (1929-1939) was Dick de Hoog.